# Liste der Baudenkmäler in Fürth-Dambach
In der Liste der Baudenkmäler in Dambach sind die Baudenkmäler im Fürther Ortsteil Dambach aufgelistet. Zu diesen Baudenkmälern gibt es auch eine Bildersammlung.
Diese Liste ist eine Teilliste der Liste der Baudenkmäler in Fürth. Grundlage der Liste ist die Bayerische Denkmalliste, die auf Basis des bayerischen Denkmalschutzgesetzes vom 1. Oktober 1973 erstmals erstellt wurde und seither durch das Bayerische Landesamt für Denkmalpflege geführt und aktualisiert wird. Die folgenden Angaben ersetzen nicht die rechtsverbindliche Auskunft der Denkmalschutzbehörde.

## Ensemble Ehemalige US-Offizierssiedlung Dambach
Aktennummer E-5-63-000-10
Die am Stadtrand, nahe beim namensgebenden Vorort Dambach gelegene Siedlung für amerikanische Stabsoffiziere und Oberste bildet ein typisches Beispiel des Siedlungsbaus der fünfziger Jahre. Die Wohnanlage wurde im Auftrag der Regierung von Mittelfranken unter Aufsicht des Finanzbauamts Nürnberg von dem Frankfurter Architekten Franz C. Throll im Jahre 1954 entworfen und bis 1959 ausgeführt. Erschlossen wird sie von drei geschwungenen Straßenzügen. Beethoven- und Haydnstraße bilden eine Schlaufe aus. Um ein Rondell mit einem ehemaligen Wasserbassin werden im Norden die Haydn- und Brahmsstraße zusammengeführt. Entlang der Straßenzüge, inmitten einer weiträumigen, gemeinschaftlichen, parkartigen Grünfläche sind, oftmals schräg zueinander versetzt, zwei Typen von insgesamt 44 Wohnhäusern angeordnet. Zur günstigen Belichtung besitzen sie größtenteils Nord-Süd-Orientierung. Es handelt sich durchgängig um zweigeschossige, traufständige Häuser mit giebelseitigem, außen liegendem Kamin und flachem Satteldach. Entweder sind es Doppelhäuser für die Stabsoffiziere mit rückwärtigem Balkon und einer Autounterfahrt oder Einfamilienhäuser für die Obersten mit einem Garagenanbau. Diese elf Einfamilienhäuser befinden sich im Norden der Siedlung. Sämtliche Häuser sind stark durchfenstert, rückwärtig mit dreiteiligen Türfenstern zur Terrasse. Der Eingang wird durch ein schlichtes, trapezförmiges Vordach markiert. Die seitlich an den Doppelhäusern angebrachten Autounterfahrten werden aus einer flachen Betondecke gebildet, die von schlanken Rundstützen aus Stahl getragen wird. Die Wärmeversorgung der Siedlung erfolgte über eine Trafostation.
Die Anwesen der Siedlung sind ausnahmslos nicht als Einzeldenkmäler ausgewiesen.

## Baudenkmäler nach Straßen
| Lage                             | Objekt                              | Beschreibung | Akten-Nr.                | Bild                               |
| -------------------------------- | ----------------------------------- | --- | ------------------------ | ---------------------------------- |
| Aldringerstraße 2 (Standort)     | Villa                               | Ein- bis zweigeschossiger Putzbau mit Mansardgiebeldach und verschalten Giebeln, Reformstil, von Georg Böhner, 1912. | D-5-63-000-1633 Wikidata | Villa                              |
| Aldringerstraße 20 (Standort)    | Wohnhaus mit ehemaliger Gaststätte  | Zweigeschossiger Rohbacksteinbau mit verputztem Obergeschoss mit Backsteingliederung, Schopfwalmdach und Risalit mit Schopfwalmzwerchgiebel, Neurenaissance, von Adam Egerer, 1906/07. | D-5-63-000-1635 Wikidata | Wohnhaus mit ehemaliger Gaststätte |
| Forsthausstraße 40 (Standort)    | Villa Brünn, jetzt Pillenstein      | Asymmetrisch gegliederter, erdgeschossiger Putzbau mit Mansardgiebeldach, Zwerchgiebeln, halbrundem Bodenerker, skulptiertem Polygonalerker und skulptiertem Freitreppengeländer, historisierend, 1906/07, Polygonalerker und Freitreppengeländer 1929; Garten, gleichzeitig; Einfriedung, Rustikapfeilerzaun mit überdachtem Gittertor, 1911; sämtlich von Peringer und Rogler.                                                                  | D-5-63-000-252 Wikidata  | Villa Brünn, jetzt Pillenstein     |
| Forsthausstraße 43 (Standort)    | Villa                               | Erdgeschossiger Putzbau mit Mansardwalmdach und Zwerchgiebel, historisierend, von Georg Böhner, 1912/13; Toreinfahrt, verputzte Torpfeiler und Eisengittertor, gleichzeitig. | D-5-63-000-253 Wikidata  | Villa                              |
| Forsthausstraße 49 (Standort)    | Villa                               | Zweigeschossiger, giebelseitiger Putzbau mit Satteldach, Giebelvasen, Hausteingliederungen und -reliefs, historisierend; Nebengebäude, durch Bogen mit der Villa verbunden, zweigeschossiger, giebelseitiger Putzbau mit Satteldach; Einfriedung, Gitterzaun mit Steinpfeilern und verputzter Mauer; sämtlich von Hans Rogler, 1925. | D-5-63-000-254 Wikidata  | Villa                              |
| Forsthausstraße 57 (Standort)    | Villa                               | Zweigeschossiger Putzbau mit Halbsäulen am Eingang, hohem Walmdach und nördlich angebautem Seitenflügel, historisierend, von Ebert und Groß, 1916/17; Einfriedung, steinerner Torbogen und Steinmauer mit Holzzaun, gleichzeitig. | D-5-63-000-255 Wikidata  | Villa                              |
| Friedlandstraße (Standort)       | Haltepunkt Alte Veste               | Offene Wartehalle, Rohziegelbau mit Holzstützen und offenem Walmdachstuhl, um 1892. | D-5-63-000-1636 Wikidata | Haltepunkt Alte Veste              |
| Fuchsstraße 38 (Standort)        | Ehemaliges gemeindliches Hirtenhaus | Erdgeschossiger, traufseitiger Sandsteinquaderbau mit Satteldach und Fachwerkgiebel an Ostseite, um 1800. | D-5-63-000-1637 Wikidata | BW                                 |
| Fuchsstraße 46 / 46b (Standort)  | Ehemaliges Bauernhaus               | Eingeschossiger traufseitiger Putzbau mit Satteldach und Fachwerkgiebel an der Ostseite, um 1800; Remise, erdgeschossiger, giebelständiger Putzbau mit Satteldach, wohl letztes Viertel 19. Jahrhundert/frühes 20. Jahrhundert. | D-5-63-000-1519 Wikidata | BW                                 |
| Fuchsstraße 60 (Standort)        | Wohnstallhaus                       | Erdgeschossiger traufseitiger Sandsteinquaderbau mit verputztem Giebel und Dachgauben, 18. Jahrhundert. | D-5-63-000-1520 Wikidata | BW                                 |
| Fuchsstraße 67 (Standort)        | Wohnstallhaus in Ecklage            | Erdgeschossiger Sandsteinquaderbau mit Satteldach, bez. 1845; Scheune, westlich an Wohnstallhaus angebaut, erdgeschossiger, teils verputzter Sandsteinquaderbau mit Backsteingiebel und Satteldach, zweite Hälfte 19. Jahrhundert. | D-5-63-000-1521 Wikidata | BW                                 |
| Fuchsstraße 70 (Standort)        | Wohnstallhaus in Ecklage            | Eingeschossiger Sandsteinquaderbau mit Satteldach, verschieferten Dachgauben und reich profiliertem Traufgesims, zweite Hälfte 19. Jahrhundert; Einfriedung, Sandsteinquadermauer und Sandsteinpfeiler, gleichzeitig. | D-5-63-000-1675 Wikidata | BW                                 |
| Weiherhofer Straße 31 (Standort) | Ehemaliger Gasthof                  | Erdgeschossiger, traufseitiger Sandsteinquaderbau mit Satteldach, breitem Giebelzwerchhaus und westlich angebautem, zweigeschossigem Erweiterungsbau in Sandstein und Putz mit Walmdach und Giebelzwerchhaus, spätklassizistisch, Erweiterungsbau Neurenaissance, um 1870, Anbau 1901. | D-5-63-000-1638 Wikidata | weitere Bilder                     |
| Weiherhofer Straße 50 (Standort) | Bauernhof                           | Wohnhaus, zweigeschossiger Rohbacksteinbau mit Sandsteingliederungen und Satteldach, Neurenaissance, von Georg Wening, 1900/01; Stallgebäude, erdgeschossiger Rohbacksteinbau mit Satteldach und Aufzugsgaube, von Georg Wening, gleichzeitig; ehemalige Scheune, nördlich an das Stallgebäude anschließend, erdgeschossiger Satteldachbau mit Fachwerkgiebel, 18. Jahrhundert; Toreinfahrt mit zwei kugelbekrönten Sandsteinpfeilern, bez. 1764. | D-5-63-000-1676 Wikidata | Bauernhof                          |